# Dubai Tennis Championships 2014
Dubai Tennis Championships 2014 byl společný tenisový turnaj mužského okruhu ATP World Tour a ženského okruhu WTA Tour, hraný v areálu Aviation Club Tennis Centre na otevřených dvorcích s tvrdým povrchem. Dějištěm turnaje se stala Dubaj, metropole stejnojmenného emirátu ve Spojených arabských emirátech. Jednalo se o 22. ročník mužského a 14. ročník ženského turnaje.
Ženská část se konala mezi 17. a 22. únorem a řadila se do kategorie WTA Premier. Její celková dotace činila dva miliony amerických dolarů. Muži soutěžili ve dnech 24. února až 1. března v rámci kategorie ATP World Tour 500. Dotace pro tuto polovinu dosáhla částky 1 192 340 amerických dolarů.
Mužskou dvouhru vyhrál čtvrtý nasazený Švýcar Roger Federer, jenž na dubajském turnaji slavil šestou trofej. Vybojoval tím 78. titul na okruhu ATP, čímž se na třetím místě otevřené éry odpoutal od Johna McEnroea. Vyhraným turnajem ve čtrnácté sezóně bez přerušení také vyrovnal rekord Ivana Lendla. Po utkání Federer sdělil: „Byl to těžký zápas. Tomáš vedl, mohl a měl ten zápas dovést do vítězného konce, ale já měl možná trochu štěstí. Jsem moc spokojený se svou dnešní hrou i v celém týdnu.“ Téměř půlmiliónová prémie znamenala, že Federer jako první tenista v historii celkově na odměnách vydělal více než 80 miliónů dolarů.

## Distribuce bodů a finančních odměn

### Distribuce bodů
| Soutěž       | Vítězové | F   | SF  | ČF  | 16 v kole | 32 v kole | Q  | Q3 | Q2 | Q1 |  |
| ------------ | -------- | --- | --- | --- | --------- | --------- | -- | -- | -- | -- |  |
| dvouhra mužů | 500      | 300 | 180 | 90  | 45        | 0         | 20 | 10 | 0  |    |  |
| čtyřhra mužů | 500      | 300 | 180 | 90  | 0         |           |    |    |    |    |  |
| dvouhra žen  | 470      | 305 | 185 | 100 | 55        | 1         | 25 | 18 | 13 | 1  |  |
| čtyřhra žen  | 470      | 305 | 185 | 100 | 1         |           |    |    |    |    |  |

### Finanční odměny
| Soutěž            | Vítězové  | Finalisté | Semifinalisté | Čtvrtfinalisté | 16 v kole | 32 v kole | Q   | Q3      | Q2      | Q1      |
| ----------------- | --------- | --------- | ------------- | -------------- | --------- | --------- | --- | ------- | ------- | ------- |
| dvouhra mužů      | 465 830 $ | 210 020 $ | 99 480 $      | 48 005 $       | 24 475 $  | 13 460 $  | 0 $ | 1 515 $ | 835 $   |         |
| čtyřhra mužů *    | 137 620 $ | 62 090 $  | 29 280 $      | 14 150 $       | 7 270 $   |           |     |         |         |         |
| dvouhra žen       | 471 841 $ | 251 648 $ | 135 064 $     | 34 891 $       | 18 712 $  | 11 888 $  | 0 $ | 5 387 $ | 2 835 $ | 1 607 $ |
| čtyřhra žen *     | 71 820 $  | 37 801 $  | 20 791 $      | 10 584 $       | 5 736 $   |           |     |         |         |         |
| * – částka na pár |           |           |               |                |           |           |     |         |         |         |

## Dvouhra mužů

### Nasazení
| Stát      | Hráč                  | ATP1) | Nasazení |
| --------- | --------------------- | ----- | -------- |
| Srbsko    | Novak Djoković        | 2.    | 1.       |
| Argentina | Juan Martín del Potro | 5.    | 2.       |
| Česko     | Tomáš Berdych         | 6.    | 3.       |
| Švýcarsko | Roger Federer         | 8.    | 4.       |
| Francie   | Jo-Wilfried Tsonga    | 10.   | 5.       |
| Rusko     | Michail Južnyj        | 16.   | 6.       |
| Německo   | Philipp Kohlschreiber | 25.   | 7.       |
| Rusko     | Dmitrij Tursunov      | 28.   | 8.       |

- 1) Žebříček ATP k 17. únoru 2014.

### Jiné formy účasti
Následující hráčí obdrželi divokou kartu do hlavní soutěže:
- Somdev Devvarman
- Malek Džazírí
- James Ward

Následující hráči postoupili z kvalifikace:
- Marius Copil
- Thiemo de Bakker
- Lukáš Lacko
- Adrian Ungur

### Skrečování
- Juan Martín del Potro (poranění zápěstí)

### Odhlášení
před zahájením turnaje
- Nikolaj Davyděnko
- Michail Južnyj

## Mužská čtyřhra

### Nasazení
| Stát   | Hráč                | Stát     | Hráč             | ATP1 | Nasazení |
| ------ | ------------------- | -------- | ---------------- | ---- | -------- |
| Kanada | Daniel Nestor       | Srbsko   | Nenad Zimonjić   | 30.  | 1.       |
| Indie  | Rohan Bopanna       | Pákistán | Ajsám Kúreší     | 36.  | 2.       |
| Polsko | Mariusz Fyrstenberg | Polsko   | Marcin Matkowski | 42.  | 3.       |
| Indie  | Maheš Bhúpatí       | Francie  | Michaël Llodra   | 52.  | 4.       |

- 1 Žebříček ATP k 17. únoru 2014; číslo je součtem umístění obou členů dvojice.

### Jiné formy účasti
Následující dvojice obdržely divokou kartu do hlavní soutěže:
- Omar Awadhy /  Hamad Abbas Janahi
- Novak Djoković /  Carlos Gómez-Herrera

Následující dvojice postoupila z kvalifikace:
- Nikolaj Davyděnko /  Victor Hănescu

## Ženská dvouhra

### Nasazení
| Stát          | Hráčka              | WTA1) | Nasazení |
| ------------- | ------------------- | ----- | -------- |
| Spojené státy | Serena Williamsová  | 1.    | 1.       |
| Polsko        | Agnieszka Radwańská | 4.    | 2.       |
| Česko         | Petra Kvitová       | 6.    | 3.       |
| Itálie        | Sara Erraniová      | 7.    | 4.       |
| Srbsko        | Jelena Jankovićová  | 8.    | 5.       |
| Německo       | Angelique Kerberová | 9.    | 6.       |
| Rumunsko      | Simona Halepová     | 10.   | 7.       |
| Dánsko        | Caroline Wozniacká  | 11.   | 8.       |

- 1) Žebříček WTA k 10. únoru 2014.

### Jiné formy účasti
Následující hráčky obdržely divokou kartu do hlavní soutěže:
- Naděžda Petrovová
- Serena Williamsová
- Venus Williamsová

Následující hráčky postoupily z kvalifikace:
- Annika Becková
- Flavia Pennettaová
- Karolína Plíšková
- Maryna Zanevská

### Odhlášení
- Světlana Kuzněcovová

### Skrečování
- Simona Halepová

## Ženská čtyřhra

### Nasazení
| Stát     | Hráčka                | Stát      | Hráčka                | WTA1 | Nasazení |
| -------- | --------------------- | --------- | --------------------- | ---- | -------- |
| Itálie   | Sara Erraniová        | Itálie    | Roberta Vinciová      | 2.   | 1.       |
| Rusko    | Jekatěrina Makarovová | Rusko     | Jelena Vesninová      | 12.  | 2.       |
| Česko    | Květa Peschkeová      | Slovinsko | Katarina Srebotniková | 17.  | 3.       |
| Zimbabwe | Cara Blacková         | Indie     | Sania Mirzaová        | 22.  | 4.       |

- 1 Žebříček WTA k 10. únoru 2014; číslo je součtem umístění obou členek dvojice.

### Jiné formy účasti
Následující páry obdržely divokou kartu do hlavní soutěže:
- Flavia Pennettaová /  Samantha Stosurová
- Serena Williamsová /  Venus Williamsová
- Karolína Plíšková /  Kristýna Plíšková

Následující pár nastoupil do hlavní soutěže z pozice náhradníka:
- Kirsten Flipkensová /  Petra Kvitová

### Odhlášení
- Kristýna Plíšková (problém s vízem)

## Přehled finále

### Mužská dvouhra
- Roger Federer vs.  Tomáš Berdych, 3–6, 6–4, 6–3

### Ženská dvouhra
- Venus Williamsová vs.  Alizé Cornetová, 6–3, 6–0

### Mužská čtyřhra
- Rohan Bopanna /  Ajsám Kúreší vs.  Daniel Nestor /  Nenad Zimonjić, 6–4, 6–3

### Ženská čtyřhra
- Alla Kudrjavcevová /  Anastasia Rodionovová vs.  Raquel Kopsová-Jonesová /  Abigail Spearsová, 6–2, 5–7, [10–8]